# DB-Baureihe 704
Die Baureihe 704 der Deutschen Bundesbahn (DB) gehörte zu den Turmtriebwagen. Die DB Netz AG verwendete die vierachsigen Triebwagen zu Wartungs- und Reparaturarbeiten auf den Schnellfahrstrecken. Die Konstruktion dieser Baureihe basierte auf der Baureihe 627.0.
Die fünf Fahrzeuge trugen die Nummern 704 001 bis 704 005. Seit 2012 waren sie abgestellt und wurden im Jahr 2014 sämtlich verschrottet.

## Wagenkasten und Innenraum
Der Wagenkasten bestand aus einem Stahlgerippe. Zur Verkleidung des Gerippes schweißte man Bleche auf. Der große Innenraum zwischen den Führerständen wurde als großer Werkstattraum und kleinerer Aufenthaltsraum ausgeführt, in dem es auch eine kleine Küche gab. Weiter gab es einen abgetrennten Waschraum ohne Toilette. Der Werkstattraum hatte auf jeder Seite eine vierflügelige Tür. Dahinter war ein verschiebbarer Ladekran montiert, sodass nach beiden Seiten geladen werden konnte.

## Dachausrüstung

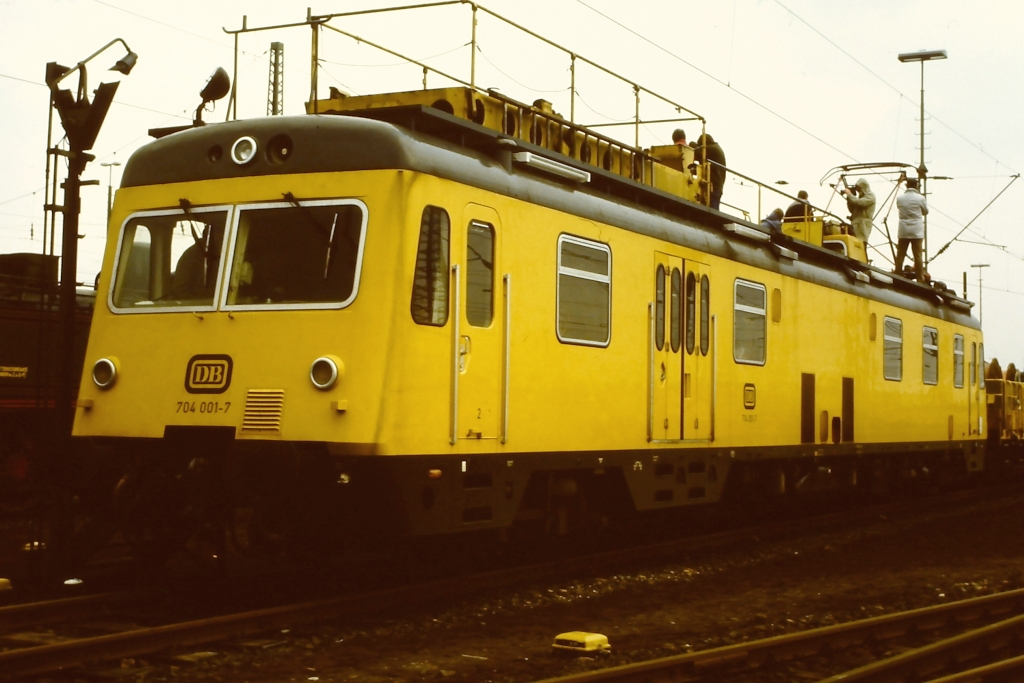
DB-Turmtriebwagen der Baureihe 704 in Seelze (1984) – vor dem Messstromabnehmer die Beobachtungskanzel

Auf dem Dach war ein Messstromabnehmer angebracht. Um Arbeiten an der Oberleitung verrichten zu können, wurde auf dem Dach eine hydraulisch ausfahrbare und elektrisch schwenkbare Arbeitsbühne installiert. Es waren eine Beobachtungskanzel und Suchscheinwerfer vorhanden.

## Antrieb
Angetrieben wurden die Fahrzeuge der Baureihe 704 durch zwei luftgekühlte V-12-Dieselmotoren von Klöckner-Humboldt-Deutz (KHD). 1986 wurde jeweils ein Motor durch die schadstoffärmere Ausführung F 12 L 413 ersetzt. Ersterer war turboaufgeladen, der andere ein Saugmotor. Die Fahrzeuge waren mit zwei Zweiwandlergetrieben von Voith ausgestattet, dadurch waren sie allachsangetrieben.
Gewöhnlicherweise wurde die Baureihe 704 mit beiden Maschinen gefahren. Im Falle eines Motorschadens konnte aber auch mit nur einer Maschine weitergefahren werden.
Als Hilfsantrieb für den Generator war ein KHD Fv 1L 210D verbaut.